# Gasteracantha janopol
Gasteracantha janopol là một loài nhện trong họ Araneidae.
Loài này thuộc chi Gasteracantha. Gasteracantha janopol được Alberto Barrion & James A. Litsinger miêu tả năm 1995.